# كوندا للأبحاث والاستشارات
كوندا للأبحاث والاستشارات (بالتركية: KONDA Araştırma ve Danışmanlık)‏ هي شركة في تركيا متخصصة في استطلاعات الرأي العام والاستشارات. تأسست في عام 1986 من قبل طهران إيرديم [الإنجليزية]، وزير الصناعة والتكنولوجيا السابق في حكومة أقلية يسار الوسط بزعامة بولنت أجاويد في عام 1977.
منذ مارس 2010، قامت وكالة كوندا بتجميع «بارومترات» شهرية تتكون من استطلاعات الرأي العام التي أجريت ضمن عينة تتراوح بين 1800 و 3600. تقيس استطلاعات الرأي الخاصة بهم النظرة العامة للقضايا المعاصرة في تركيا مثل القومية، الحجاب، النظرة المستقبلية للشركات والتمويل، الولاءات السياسية وكذلك القانون والعدالة. كما تنشر الشركة مؤشرين لقياس الاستقطاب السياسي ورضا الجمهور.